# Cees Lok
Cees Lok (ur. 18 sierpnia 1966 w Emmeloord), holenderski piłkarz, występujący na pozycji środkowego obrońcy, oraz trener piłkarski. 

## Kariera
Jest wychowankiem klubu FC Wageningen, ale najdłużej – przez dziesięć sezonów – grał w barwach NEC Nijmegen, z którym dwukrotnie wywalczył awans do Eredivisie. W holenderskiej ekstraklasie rozegrał łącznie 102 mecze i strzelił 14 goli.
Po zakończeniu kariery piłkarskiej pracował w sztabie szkoleniowym NEC, najpierw jako trener młodzieży, a później – asystent pierwszego trenera Johana Neeskensa. Po jego dymisji tymczasowo prowadził pierwszą drużynę. W maju 2005 roku uzyskał dyplom trenera w KNVB oraz odbył staż w Arsenalu. Od stycznia do lipca 2006 roku samodzielnie prowadził NAC Breda, z którym zajął szesnaste miejsce w lidze, oznaczające konieczność walki o utrzymanie w barażach. Podopieczni Loka dzięki ograniu (0:0, 2:2, 3:1) TOP Oss uchronili się przed degradacją. Jednak trener wkrótce po ostatnim spotkaniu barażowym złożył rezygnację. W październiku 2006 roku został szkoleniowcem grającego w trzeciej lidze (Hoofdklasse) zespołu IJsselmeervogels.
5 kwietnia 2007 roku Super Express poinformował, że Lok jest jednym z głównych kandydatów do pracy w Wiśle Kraków ().

## Sukcesy piłkarskie
- awans do Eredivisie w sezonach 1988–1989 oraz 1993–1994 z NEC Nijmegen